# Jonas Enlund
Jonas Enlund (ur. 3 listopada 1987 w Helsinkach) – fiński hokeista, reprezentant Finlandii, olimpijczyk.

## Kariera
- HIFK U16 (2001-2003)
- HIFK U18 (2002-2005)
- HIFK U20 (2004-2006)
  -  Suomi U20 (2006)
- Tappara U20 (2006-2007)
- Tappara (2006-2010)
  -  Suomi U20 (2006-2007)
- Sibir Nowosybirsk (2010-2015)
- Łokomotiw Jarosław (2015)
- SKA Sankt Petersburg (2015-2016)
- CSKA Moskwa (2016)
- Kunlun Red Star (2016-2017)
- Sibir Nowosybirsk (2017-2018)
- Traktor Czelabińsk (2018-2019)
- Nieftiechimik Niżniekamsk (2019-2021)
- Grizzlys Wolfsburg (2021-2022)
- Pelicans (2022-)

Wychowanek klubu PiTa. Dalszą karierę rozwijał w zespołach juniorskich HIFK. Od 2010 roku zawodnik Sibiru Nowosybirsk. W kwietniu 2013 roku przedłużył kontrakt o dwa lata. Od maja do grudnia 2015 zawodnik Łokomotiwu Jarosław. Od grudnia 2015 zawodnik SKA. Od lipca 2016 zawodnik CSKA Moskwa. Od listopada 2016 zawodnik chińskiego Kunlun Red Star. Od sierpnia 2017 ponownie zawodnik Sibiru. Pod koniec 2018 został hokeistą Traktora Czelabińsk. W październiku przeszedł do Nieftiechimika Niżniekamsk. Pierwotnie informowano, że odszedł z klubu w marcu 2020, po w październiku 2020 ogłoszono, że przedłużył tam kontrakt o rok. Pod koniec października 2021 został zaangażowany przez niemiecki klub Grizzlys Wolfsburg. We wrześniu 2022 został zawodnikiem Pelicans Lahti.
Uczestniczył w turnieju zimowych igrzysk olimpijskich 2018.

## Sukcesy
Klubowe
- Brązowy medal mistrzostw Finlandii: 2009 z Tappara
- Mistrzostwo Dywizji Czernyszowa w KHL: 2015 z Sibirem Nowosybirsk[14]

Indywidualne
- SM-liiga (2009/2010):
  - Drugie miejsce w klasyfikacji strzelców w sezonie zasadniczym: 28 goli[15]
  - Siódme miejsce w klasyfikacji kanadyjskiej w sezonie zasadniczym: 49 punktów[16]
- KHL (2012/2013):
  - Pierwsze miejsce w klasyfikacji +/- w sezonie zasadniczym: +27
  - Najbardziej Wartościowy Gracz (MVP) Sezonu (dla zawodnika legitymującego się najlepszym współczynnikiem w klasyfikacji "+,-" po sezonie regularnym)